# インダゾール
インダゾール（Indazole、別名：ベンズピラゾール、イソインダゾン）は2員環複素環式芳香族有機化合物の一つである。
インダゾール誘導体は様々な生物学的活性を有している。
インダゾール骨格は天然成分にはほとんど見られない。アルカロイドの一種ニゲリシン（Nigellicine）（ニゲリシン（Nigericin）とは別）、ニゲグラニン（Nigeglanine）、ニゲリジン（Nigellidine）に見られる。ニゲリシンはブラッククミン、ニオイクロタネソウ等と呼ばれる植物（学名：Nigella sativa L.）から単離された。ニゲグラニンは学名：Nigella glandulifera freynと呼ばれる植物の抽出液から得られた。
デービス·ベイルート反応で2H-インダゾールを合成できる。